# 의왕군포로
의왕 군포로(義王軍浦路)은 경기도 군포시 당정동과 경기도 의왕시 오전동 모락로 사거리를 잇는 도로이다.